# Клуатр
Клуа́тр (фр. cloître, от лат. claustrum — закрытое, ограждённое место) — окружённый стенами квадратный или прямоугольный в плане внутренний двор, примыкающий к комплексу зданий средневекового монастыря или церкви. Служил нуждам клира и монашеской братии и был недоступен для мирян.
Клуатры типичны для романской и готической архитектуры. В Италии монастырские дворы, в отличие от внутренних двориков светских палаццо (патио, кортиле), называются кьостро (итал. chiostro — закрытый). В Испании: клаустро. Близкие термины различного значения: клостер (нем.  Kloster — монастырь) — в архитектуре Германии комплекс монастырских зданий, обнесённый стеной; клостер (англ. cloister — крытая галерея вокруг монастырского двора в средневековой английской архитектуре). Крайсганг (нем. Kreisgang — «круговой ход») — обходная галерея вокруг центральной апсиды средневекового храма. То же, что деамбулаторий. Кройцганг (нем. Kreuzgang — «крестообразный ход») — то же, что клуатр, немецкое название монастырского двора.
Клуатр непременно имел в центре «Святой колодец», от которого отходили дорожки, разделяющие пространство двора на четыре части: квадранты. Клуатр обычно пристраивали к протяжённому южному фасаду собора. Там же находился вход в южный неф. Обходные галереи связывали клуатр с рефекторием (трапезной), обычно примыкающим к противоположной стороне клуатра. С восточной стороны находился зал капитула и дормиторий (спальня монахов). Клуатры устраивали также в средневековых университетских колледжах, например, в колледже Магдалины в Оксфорде.

## История и символика
Клуатры средневековой западноевропейской архитектуры восходят к древнегреческим теменосам (священным площадкам) и римскому атриуму — центральной части, окружённому крытой колоннадой внутреннему двору древнеримского и древнеиталийского жилища. Из атриума имелись выходы во все остальные помещения. Именно в атриуме находился алтарь домашних богов — лар и пенатов, им приносили жертвы и курили благовония.
В раннехристианских базиликах атриумом называли огороженную площадку с источником для омовения перед входом в храм. Иначе: авла (др.-греч. αύλη — двор, дворец). В атриуме имелся вход в нартекс церкви. Фонтан в центре атриума — прообраз баптистериев — со временем стал осмысливаться символически как источник жизни, отчего и получил прозвание «Святой колодец». В алтарных картинах на тему «Розарий Девы Марии» изображали «Сад заключённый» (лат. Hortus Conclusus — Сад огороженный; в православной традиции: вертоград) — символ чистоты Девы — с источником в центре (лат. fons hortorum).
Именно такая символика сформировалась к IX веку в среде бенедиктинского монашества, для которого монастырский сад с источником стал образом Эдема, служил местом медитации, молитвы, духовного подвига, чтения и учения. Деление на четыре квадранта символизировало четыре части света, центром которых является Святая земля — Иерусалим.

## Региональные особенности
В разных странах клуатры имеют различные особенности в зависимости от местных архитектурных школ. Так, например, для обходных галерей французских средневековых клуатров характерны коробовые своды с арками ожива и крещатыми столбами. Кьостро собора в Сорренто окружён аркадами со стрельчатыми арками, опирающимися на чередующиеся столбы круглого и восьмигранного сечения, как и в Монреале (Сицилия), возникшими под обоюдным испанским и арабским влиянием. Знаменитые кьостро титульных базилик Рима: Сан-Джованни-ин-Латерано, Санта-Кроче-ин-Джерусалемме, Сан-Лоренцо-фуори-ле-Мура, Сан-Паоло-фуори-ле-Мура и многих других имеют парные витые колонны обходных галерей, украшенные мозаикой работы мастеров семей Космати и Вассаллетто.
В период кватроченто архитектор Филиппо Брунеллески в монастырском дворике Оспедале дельи Инноченти во Флоренции впервые использовал аркаду с крещатыми сводами и арками, опирающимися непосредственно на капители колонн (1419—1445). Основатель римского классицизма Донато Браманте в кьостро церкви Санта-Мария-делла-Паче в Риме применил двухъярусную лоджию (1504). Её первый ярус оформлен пилястрами по принципу «римской архитектурной ячейки», а второй — мерным «шагом» чередующихся колонн и раскрепованных пилонов с архитравым перекрытием, что создаёт образ не церковного двора, а кортиле светского палаццо.
В Неаполе, в монастыре Санта-Кьяра монастырский двор почти буквально превращён в «цветущий сад» с помощью множества расписных майоликовых плиток с цветочными мотивами, изображениями библейских сцен и героев античной мифологии (архитектор Доменико Антонио Ваккаро, XVIII век).
В Нью-Йорке, на Манхэттене есть Музей средневекового искусства, оформленный в стиле старинных клуатров; он так и называется — «Клуатры».

## Галерея
- Западный коридор клуатра в магдебургском монастыре Unser Lieben Frauen
- Клуатр в монастыре Санто-Доминго-де-Силос
- Клуатр в Муассаке
- Клостер (клуатр) собора в Глостере, Англия. 1089—1499
- Кьостро церкви Санта-Мария-делла-Паче в Риме. Архитектор Д. Браманте. 1504
- Клуатр кафедрального собора Монреале
- Кьостро (итал. chiostro) университета в Бергамо, Италия